# 薩摩亞國家足球隊
薩摩亞國家足球隊的前身是西薩摩亞國家足球隊，現時是薩摩亞的足球代表隊，由薩摩亞足球協會所管理。

## 世界盃成績
| 年份   | 成績       | 外圍賽紀錄 | 外圍賽紀錄 | 外圍賽紀錄 | 外圍賽紀錄 | 外圍賽紀錄 | 外圍賽紀錄 |
| 年份   | 成績       | 賽         | 勝         | 和         | 負         | 入球       | 失球       |
| ------ | ---------- | ---------- | ---------- | ---------- | ---------- | ---------- | ---------- |
| 1930年 | 沒有參與   | 沒有參與   | 沒有參與   | 沒有參與   | 沒有參與   | 沒有參與   | 沒有參與   |
| 1934年 | 沒有參與   | 沒有參與   | 沒有參與   | 沒有參與   | 沒有參與   | 沒有參與   | 沒有參與   |
| 1938年 | 沒有參與   | 沒有參與   | 沒有參與   | 沒有參與   | 沒有參與   | 沒有參與   | 沒有參與   |
| 1950年 | 沒有參與   | 沒有參與   | 沒有參與   | 沒有參與   | 沒有參與   | 沒有參與   | 沒有參與   |
| 1954年 | 沒有參與   | 沒有參與   | 沒有參與   | 沒有參與   | 沒有參與   | 沒有參與   | 沒有參與   |
| 1958年 | 沒有參與   | 沒有參與   | 沒有參與   | 沒有參與   | 沒有參與   | 沒有參與   | 沒有參與   |
| 1962年 | 沒有參與   | 沒有參與   | 沒有參與   | 沒有參與   | 沒有參與   | 沒有參與   | 沒有參與   |
| 1966年 | 沒有參與   | 沒有參與   | 沒有參與   | 沒有參與   | 沒有參與   | 沒有參與   | 沒有參與   |
| 1970年 | 沒有參與   | 沒有參與   | 沒有參與   | 沒有參與   | 沒有參與   | 沒有參與   | 沒有參與   |
| 1974年 | 沒有參與   | 沒有參與   | 沒有參與   | 沒有參與   | 沒有參與   | 沒有參與   | 沒有參與   |
| 1978年 | 沒有參與   | 沒有參與   | 沒有參與   | 沒有參與   | 沒有參與   | 沒有參與   | 沒有參與   |
| 1982年 | 沒有參與   | 沒有參與   | 沒有參與   | 沒有參與   | 沒有參與   | 沒有參與   | 沒有參與   |
| 1986年 | 沒有參與   | 沒有參與   | 沒有參與   | 沒有參與   | 沒有參與   | 沒有參與   | 沒有參與   |
| 1990年 | 沒有參與   | 沒有參與   | 沒有參與   | 沒有參與   | 沒有參與   | 沒有參與   | 沒有參與   |
| 1986年 | 沒有參與   | 沒有參與   | 沒有參與   | 沒有參與   | 沒有參與   | 沒有參與   | 沒有參與   |
| 1990年 | 沒有參與   | 沒有參與   | 沒有參與   | 沒有參與   | 沒有參與   | 沒有參與   | 沒有參與   |
| 1994年 | 放棄       | 放棄       | 放棄       | 放棄       | 放棄       | 放棄       | 放棄       |
| 1998年 | 外圍賽出局 | 2          | 1          | 0          | 1          | 2          | 2          |
| 2002年 | 外圍賽出局 | 4          | 1          | 0          | 3          | 9          | 18         |
| 2006年 | 外圍賽出局 | 4          | 1          | 0          | 3          | 5          | 11         |
| 2010年 | 外圍賽出局 | 4          | 2          | 0          | 2          | 9          | 8          |
| 2014年 | 外圍賽出局 | 6          | 2          | 1          | 3          | 6          | 27         |
| 2018年 | 外圍賽出局 | 6          | 2          | 0          | 4          | 6          | 22         |
| 2022年 | 沒有參賽   | 沒有參賽   | 沒有參賽   | 沒有參賽   | 沒有參賽   | 沒有參賽   | 沒有參賽   |
| 總結   |            | 26         | 9          | 1          | 16         | 37         | 88         |

## 大洋洲國家盃成績
| 1973年 | 沒有參與   | 沒有參與   | 沒有參與   | 沒有參與   | 沒有參與   | 沒有參與   | 沒有參與 | 沒有參與 | 沒有參與 | 沒有參與 | 沒有參與 | 沒有參與 |
| 1980年 | 沒有參與   | 沒有參與   | 沒有參與   | 沒有參與   | 沒有參與   | 沒有參與   | 沒有參與 | 沒有參與 | 沒有參與 | 沒有參與 | 沒有參與 | 沒有參與 |
| 1996年 | 外圍賽出局 | 外圍賽出局 | 外圍賽出局 | 外圍賽出局 | 外圍賽出局 | 外圍賽出局 | 3        | 1        | 1        | 1        | 5        | 10       |
| 1998年 | 外圍賽出局 | 外圍賽出局 | 外圍賽出局 | 外圍賽出局 | 外圍賽出局 | 外圍賽出局 | 4        | 2        | 0        | 2        | 8        | 7        |
| 2000年 | 外圍賽出局 | 外圍賽出局 | 外圍賽出局 | 外圍賽出局 | 外圍賽出局 | 外圍賽出局 | 4        | 2        | 0        | 2        | 13       | 6        |
| 2002年 | 外圍賽出局 | 外圍賽出局 | 外圍賽出局 | 外圍賽出局 | 外圍賽出局 | 外圍賽出局 | 4        | 2        | 0        | 2        | 8        | 9        |
| 2004年 | 外圍賽出局 | 外圍賽出局 | 外圍賽出局 | 外圍賽出局 | 外圍賽出局 | 外圍賽出局 | 4        | 1        | 0        | 3        | 5        | 11       |
| 2008年 | 外圍賽出局 | 外圍賽出局 | 外圍賽出局 | 外圍賽出局 | 外圍賽出局 | 外圍賽出局 | 4        | 2        | 0        | 2        | 9        | 8        |
| 2012年 | 3          | 0          | 0          | 3          | 1          | 24         | 3        | 2        | 1        | 0        | 5        | 3        |
| 2016年 | 3          | 0          | 0          | 3          | 0          | 19         | 3        | 2        | 0        | 1        | 6        | 3        |
| 2024年 |            |            |            |            |            |            |          |          |          |          |          |          |
| 總成績 | 6          | 0          | 0          | 6          | 1          | 43         | 29       | 14       | 2        | 13       | 59       | 57       |

## 南大洋洲運動會成績
- 1963年 - 沒有參賽
- 1966年 - 沒有參賽
- 1969年 - 沒有參賽
- 1971年 - 沒有參賽
- 1975年 - 沒有參賽
- 1979年 - 第一圈
- 1983年 - 半準決賽
- 1987年 - 沒有參賽
- 1991年 - 沒有參賽
- 1995年 - 沒有參賽
- 2003年 - 沒有參賽
- 2007年 - 第一圈
- 2011年 - 沒有參賽
- 2015年 - 改為U23比賽
- 2019年 - 第一圈